# Moisés Dueñas
Moisés Dueñas Nevado (Béjar, 10 maggio 1981) è un ex ciclista su strada spagnolo, professionista dal 2004 al 2008 ma attivo fino al 2015.

## Carriera
Passa professionista nel 2004 con la Relax-Bodysol. Nel 2006 si trasferisce tra le file del team francese Agritubel: nello stesso anno partecipa per la prima volta al Tour de France, vincendo poi una tappa e la classifica finale del Tour de l'Avenir.
Nel luglio 2008, al termine della quarta tappa del Tour de France, è risultato positivo ai controlli antidoping, nei quali si evidenziava l'assunzione di eritropoietina. Questa circostanza, emersa il 16 luglio, una settimana dopo il riscontro della positività, ha portato alla sua immediata espulsione dalla corsa.
In seguito a successive perquisizioni, nelle quali è emersa la presenza sostanze proibite nella sua abitazione, è stato anche accusato di possesso e importazione di sostanze dopanti. Dopo aver scontato la squalifica, inizialmente di due anni, poi ridotta ad uno, ha gareggiato con la squadra dilettantistica Supermercados Froiz, partecipando anche a gare open. Dal 2012 al 2014 veste la divisa della Burgos Monumental-Castilla y León, squadra di categoria Continental, mentre nel 2015 corre per alcuni mesi con la portoghese Louletano-Ray Just Energy prima dell'addio alle corse.

## Palmarès
- 2002

3ª tappa Circuito Montañés
- 2006

6ª tappa Tour de l'Avenir
Classifica generale Tour de l'Avenir
- 2007

2ª tappa Regio-Tour
Classifica generale Regio-Tour
- 2009

2ª tappa Vuelta a Salamanca
- 2010

1ª tappa Cinturó de l'Empordà

## Piazzamenti

### Grandi Giri
- Tour de France

2006: 61º
2007: 39º
2008: escluso (11ª tappa)
- Vuelta a España

2005: 46º